# مرد یخی (فیلم ۲۰۱۴)
مرد یخی (انگلیسی: Iceman) یک فیلم سینمایی سه بعدی هنگ کنگی در ژانراکشن و فیلم رزمی به کارگردانی لاو وینگ-چونگ که بازسازی فیلم مرد یخی (فیلم ۱۹۸۹) میباشد. بازیگر اصلی فیلم دانی ین است. این فیلم محصول سال ۲۰۱۴ سینمای هنگ کنگ و سینمای چین است.    این اثر سینمایی در تاریخ ۲۵ آوریل ۲۰۱۴ در هنگ کنگ و چین اکران شد. 

## داستان
یک افسر گارد سلطنتی سه تا از دوستان دوران بچگیش دستور دارند تا او را به دام بیندازند و او را برای مدتی منجمد کرده و در مکانی نگه دارند اما پس از چهارصد سال او یخ ها را می شکند و به نبرد با کسانی که این بلا را سرش آورده اند می رود .....

## بازیگران
- دانی ین در نقش He Ying[۸]
- Wang Baoqiang در نقش Sao
- هوانگ شنگ‌یی در نقش May
- سیمون یام در نقش Cheung
- Yu Kang در نقش Niehu
- لام سوئت در نقش Tang
- Zhang Shaohua در نقش He Ying's mother
- Benny Chan در نقش Celebrity
- Hu Ming در نقش خواجه
- Gregory Wong در نقش Officer Szeto
- Jaqueline Chong در نقش Jacqueline
- Mark Wu در نقش Slander
- Ava Yu در نقش Ava
- Alice Chan در نقش Director of retirement home
- لو هوئی-پانگ در نقش Pang
- Wong Man-wai در نقش May's mother
- Chen Huihui در نقش Mimi
- Bao Yumeng در نقش Kid
- Kelly Fu در نقش Female officer
- Fun Lo در نقش Female doctor
- تین کای-مان در نقش Male doctor
- Jeana Ho در نقش a prostitute speaking Japanese (cameo)